# 杜鵑圍盾介殼蟲
杜鵑圍盾介殼蟲（学名：Fiorinia rhododendri）为盾介殼蟲科圍盾介殼蟲屬下的一个种。